# Antioquia Orientale

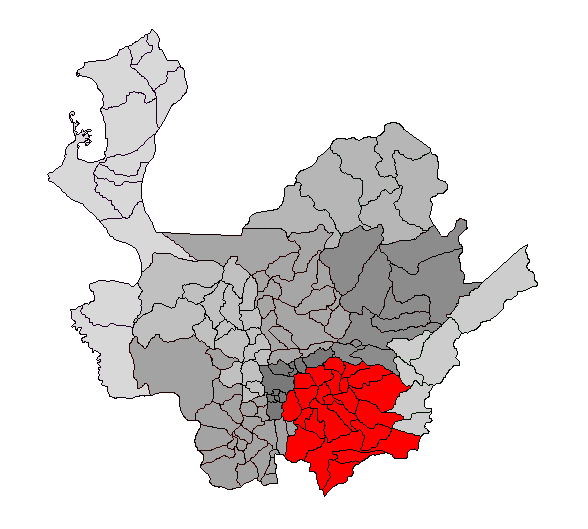
Ubicazione dell'Antioquia Orientale nel dipartimento di Antioquia.

L' Antioquia Orientale, in spagnolo: Oriente Antioqueño, è una sottoregione (provincia) colombiana del dipartimento di Antioquia. La provincia comprende 23 comuni.

## Geografia
La provincia dell'Antioquia Orientale confina a nord con l'Area Metropolitana di Medellín e con la provincia dell'Antioquia Nordorientale. Ad est confina con la provincia di Magdalena Medio Antioquia ed a sud con il dipartimento di Caldas. Ad ovest confina con la provincia dell'Antioquia Sudoccidentale. L'Antioquia Orientale occupa circa il 13% della superficie totale del dipartimento di Antioquia.
Il comune più grande è quello di Sonsón e quello più piccolo è Argelia.

## Demografia
La popolazione della provincia è distribuita egualmente fra cittadini e rurali: circa il 57% vive nelle campagne ed il rimanente in città.

## Fonti
- Government of Colombia: Se Educa; Regions of Antioquia, Eastern Antioquia, su seduca.gov.co. URL consultato l'8 maggio 2007 (archiviato dall'url originale il 30 settembre 2007).